# Muak
Muak is een bestuurslaag in het regentschap Kerinci van de provincie Jambi, Indonesië. Muak telt 707 inwoners (volkstelling 2010).